# 카를레스 알레냐
카를레스 알레냐 카스티요(스페인어: Carles Aleñá Castillo, 1998년 1월 5일 ~ )은 스페인의 축구 선수이다. 현재 스페인의 알라베스에서 뛰고 있다.